# 淡灰眉岩鹀

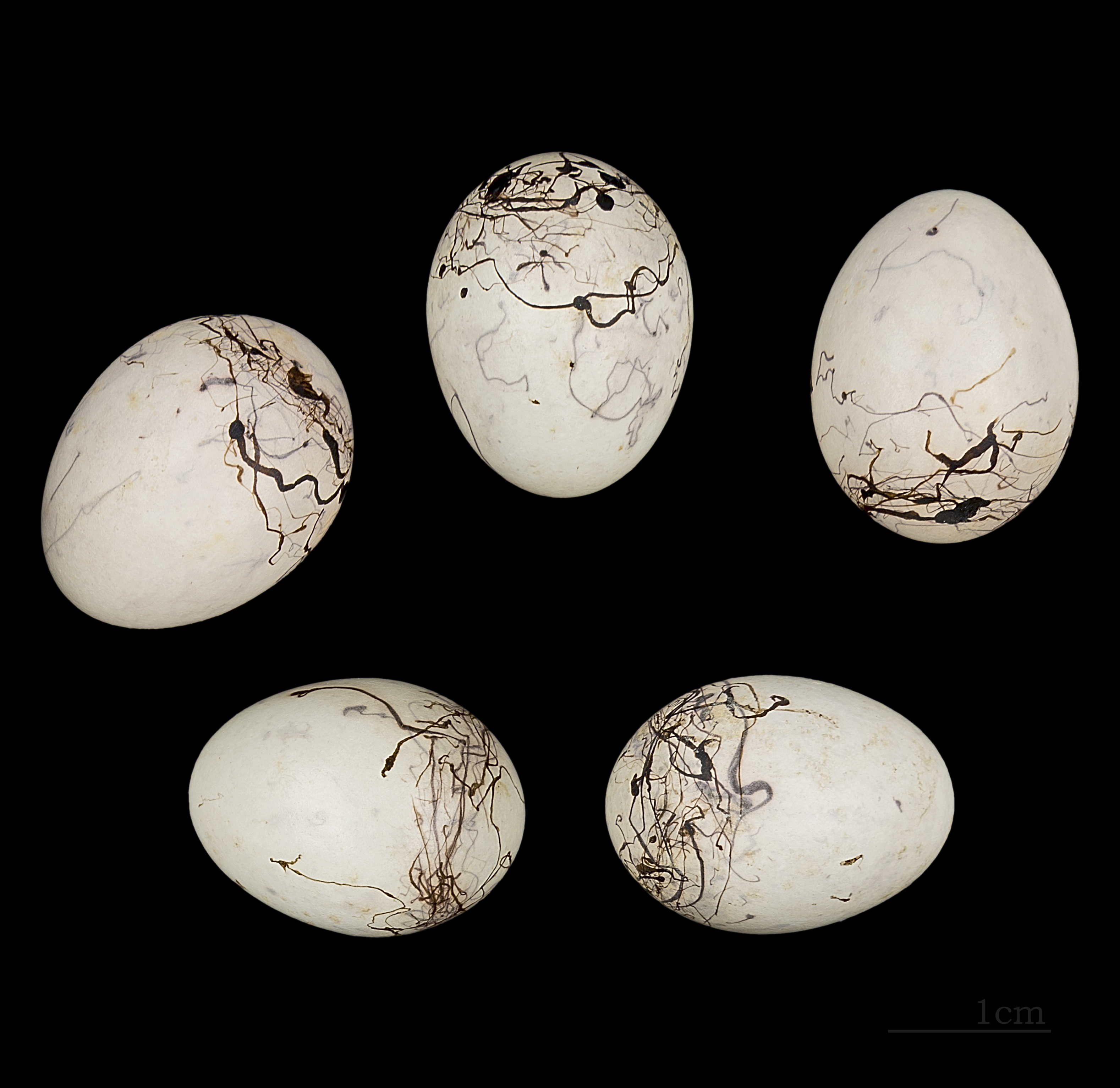
淡灰眉岩鹀的蛋

淡灰眉岩鹀（学名：Emberiza cia）为鵐科鹀属的鸟类。分布於俄罗斯、蒙古、伊朗、阿富汗、巴基斯坦、印度以及中国大陆的新疆、西藏等地，常见于海拔200-4000m 间以及常见于山麓、丘陵、平原及山地等处的灌木丛、草丛、耕地、森林林缘、河谷阶地或岩石等开阔地。该物种的模式产地在欧洲西部。
2022年，“中国鸟类名录”10.0版采用更常见的叫法，将灰眉岩鹀中文名修改为淡灰眉岩鹀。

## 特征
淡灰眉岩鹀体重约23.43克，翼长约79.8毫米，嘴峰长约12.5毫米，喙宽度约3.7毫米，喙厚度约4.8毫米，跗蹠长约18.6毫米，尾长约70.1毫米。淡灰眉岩鹀是部分迁徙的鸟类，其栖息在开放的岩石之上，食性为杂食性。

## 亚种
- 淡灰眉岩鹀指名亚种（学名：E. c. cia）：分布于主要居住在非洲和伊比利亚半岛，在更东边的地方部分迁徙。
- 淡灰眉岩鹀尼泊尔亚种（学名：E. c. flemingorum）：分布于尼泊尔中部。[5]
- 淡灰眉岩鹀北疆亚种（学名：Emberiza cia par）。分布于俄罗斯、伊朗、阿富汗、巴基斯坦、印度以及中国大陆的新疆等地。该亚种的模式产地在沙俄外里海州。[6]
- 淡灰眉岩鹀阿里亚种（学名：Emberiza cia stracheyi）。分布于阿富汗以及中国大陆的西藏等地。该亚种的模式产地在印度库马盎专区。[7]